# جوناثان هاريس
جوناثان هاريس (بالإنجليزية: Jonathan Harris)‏ هو سياسي أمريكي، ولد في 1964. حزبياً، نشط في الحزب الديمقراطي. وقد انتخب عضو مجلس ولاية كونيتيكت.